# V ráji šumavském
V ráji šumavském je román Karla Klostermanna, zachycující proměny života lidí v oblasti zasažené přírodní katastrofou, tedy nebývale silnou vichřicí v roce 1870. Dílo volně navazuje na autorův román Ze světa lesních samot. Poprvé se objevil v časopise Politik v roce 1890. K prvnímu knižnímu vydání došlo v roce 1893.

## Okolnosti vydání
V románu se zračí svérázný autorův pohled na dobovou Šumavu a postavení jejích českých a německých obyvatel. Klostermann se cítil být Čechem, a to i přesto, že jeho otec se cítil Němcem, a sám spisovatel měl německý původ. Byl představitelem venkovské prózy v období realismu. Do literatury vstoupil nejdříve črty psanými v němčině a ve svých dílech odkrýval tajemství Šumavy o okolí. Na základě vlastních poznatků zachycoval podobu krajiny, ale také historii a rovněž výrazné změny způsobené přírodními katastrofami, což se nejsilněji projevilo právě v románu V ráji šumavském.

## Děj
V šumavských lesích se po vichřici v roce 1870 rozšířil kůrovec, tato událost přitáhla do lesů nemálo lidí, kteří chtějí na této události profitovat. Stařec Sepp pozoruje se smutkem, jaký špatný vliv má tato událost na lidi a jejich charakter. Děj se zaměřuje na sedláka Podhameského, který o sobě prohlašuje, že je nejlepší. Sedlák se stará o zpracování dřeva a o jeho statek se starají jeho dcery. Po svatbě druhé dcery Rezly se kvůli vysokému věnu dostane do finančních potíží. Rezla se provdá za starého vdovce a majitele pily, který na ni přepsal celý svůj majetek a jedná tak, aby ho dohnala k smrti.
Po smrti svého muže prodává Rezla pilu a odchází do ciziny. Hamerského děti sedlákovi s jeho dluhy nepomohou. Ty se sedlák snaží řešit dalšími půjčkami, které ho vedou pouze do ještě větších dluhů. Nakonec mu nezbyde nic jiného, než prodat svůj les. Les mu celý lehne popelem, Podhamerský zemřel s lesem. Jeho osud tedy nekončí napravením, ale smrtí. Román pak vrací k Rezle, která se v cizině znovu provdá, avšak nešťastně. Po patnácti letech se vrací domů jako žebračka.

## Postavy
- Sedlák Adam Podhamerský – sobecký, vychloubační, bezohledný muž. Zakládá si na svém majetku. V knize se objevuje po celou dobu. Ze začátku je vyobrazen ve své největší slávě, postupně sledujeme jeho úpadek.
- Rezla – dcera sedláka Podhamerského, která je velmi pohledná, ale její charakter je značně pokřivený. Je zlá a chamtivá.
- Rankelský Sepp – ryze kladná postava. Je moudrý a spravedlivý člověk. Důsledně se řídí křesťanskými ideály. V knize vystupuje jako ochránce svého vnuka Václava.
- Václav – byl vychovaný velmi tvrdou výchovou od svého dědečka, kterého vždy poslouchal na slovo. Až na jeden případ. V podstatě se jedná o reálnou postavu, která je nedokonalá.

### Vedlejší postavy:
- Nany a Pavlína – další dvě dcera sedláka Podhamerského
- Annamirla
- Jan Slivka

## Interpretace
Klíčovou složkou je krajina, která v díle neplní pouze funkci bezvýznamné kulisy, ale je neodmyslitelně spjata s chováním jednotlivých postav. Jedná se tedy o postavy lidí, kteří jsou formováni prostředím. Například Nany je pracovitá, ale až bezcitná jako příroda, která ji obklopuje. Tento jev je ukázán rovněž na zkáze lesa a následném úmrtí sedláka Podhamerského.
Vichřice, o které se v románu hovoří, se přitom skutečně odehrála: „Této vichřici předcházely vichřice v předešlých dvou letech. Po ní následovala další pohroma v podobě kůrovce, který poškodil 6 až 7 milionů metrů krychlových dřeva.“
Název románu je ve skutečnosti paradoxním či ironickým protikladem zachycených událostí, které mají ke skutečnému ráji daleko – skvostný blahobyt a obrovské výdělky jsou vykoupeny rostoucí neřestí a mravní zkázou. Kniha zaujala většinu čtenářů mistrným realistickým popisem, nikoliv psychologií nebo myšlenkovostí.